# Novembre 1844

## Événements
- 14 novembre, France : création à Chaillot par Jean-Baptiste Marbeau de la première crèche.

- 17 novembre : traité d'amitié et de commerce conclu, entre la France et l'Iman de Mascate.

- 24 novembre, France : représentation extraordinaire de Lucrèce Borgia de Hugo à la Porte-Saint-Martin.

- 25 novembre : mariage à Naples du duc d'Aumale avec Marie-Caroline de Bourbon-Siciles.

- 29 novembre - 12 décembre : Le Commerce publie une série d'articles polémiques en faveur d'une large liberté d'enseignement, qu'on peut attribuer à Alexis de Tocqueville. Celui-ci est attaqué à la fois par les ultramontains comme Veuillot et par la gauche anticléricale du Siècle. Il se brouille avec son ami Gustave de Beaumont qui reste lié au Siècle.

## Naissances
- 3 novembre : Emil Ponfick, pathologiste allemand.
- 18 novembre : Albert Wangerin (mort en 1933), mathématicien allemand.
- 25 novembre : Carl Benz, mécanicien allemand, fondateur de Daimler-Benz AG.
- 27 novembre : Eugène Ducretet, ingénieur, pionnier français de la radio.

## Décès
- 14 novembre : Flora Tristan.
- 21 novembre :
  - Philipp Emanuel von Fellenberg (né en 1771), pédagogue et agronome suisse.
  - Ivan Krylov, écrivain russe.